# Rassemblement des musulmans de France
Le Rassemblement des musulmans de France est créé le 13 janvier 2006, il regroupe des dissidents de la Fédération nationale des musulmans de France. Le rassemblement veut « contribuer à faire émerger un islam modéré, tolérant et respectueux des lois de la République, un islam du juste milieu », et est proche du Maroc. Son président est Taoufiq Sebti puis Anouar Kbibech, alors que son vice-président est Mohammed Moussaoui.

## Histoire
Créé le 13 janvier 2006, le Rassemblement des musulmans de France (RMF) est un mouvement pro-marocain, qui annonce vouloir « contribuer à faire émerger un islam modéré, tolérant et respectueux des lois de la République, un islam du juste milieu ». Un colloque réunissant 250 membres du RMF se tient  le 23 février 2008 à Marrakech (Maroc). En mai 2008, le RMF publie un communiqué pour confirmer sa candidature à la présidence du Conseil français du culte musulman (CFCM) sans donner le nom de son candidat. Le 8 juin 2008, le Rassemblement des musulmans de France obtient 43,2 % aux élections des conseils régionaux du culte musulman. 
Le 22 juin 2008, Mohammed Moussaoui, du Rassemblement des musulmans de France, est élu président du CFCM, et le reste jusque juin 2013 (avec un scrutin intermédiaire en 2011 où il obtient 62 % des voix). Les autres courants importants au sein des musulmans de France sont l'Union des organisations islamiques de France (UOIF), proche des Frères musulmans, la Fédération de la Grande mosquée de Paris (FNGMP), proche de l'Algérie, et le Comité de coordination des musulmans turcs de France (CCMTF). C'est une des particularités de la communauté musulmane en France d'être organisée par des fédérations ayant des liens forts avec des puissances ou des mouvements étrangers.
Le 30 juin 2015, Anouar Kbibech, président du Rassemblement des musulmans de France, devient à son tour président de l'institution,.